# Taeko Nishino
Taeko Nishino (西野妙子, Nishino Taeko, née le 30 décembre 1975), de son vrai nom Taeko Nishikawa (西川妙子, Nishikawa Taeko), est une actrice japonaise, ex-chanteuse dans les années 1990. Elle débute en 1989 en tant qu'idole japonaise, sort une douzaine de singles et quatre albums jusqu'en 1994, et tourne dans des films et drama. En 1996, elle est sélectionnée par Tetsuya Komuro lors de l'émission Asayan pour être la chanteuse du nouveau groupe dos, sous le nom de scène taeco. Elle sort trois singles et un album avec le groupe, jusqu'à sa dissolution en 1997. Elle sort alors un dernier single en solo, sous le nom taeco, puis continue sa carrière en tant qu'actrice.

## Discographie

### Singles
- 1989.08.10 : WANT YOU!
- 1990.06.25 : A Kyuu Kiss (A級キッス)
- 1990.10.25 : Give Me Paradise (ギヴ・ミー・パラダイス)
- 1991.01.25 : Kanashii Ringo (悲しい林檎)
- 1991.04.25 : Junjou Karen de Gomennasai (純情可憐でごめんなさい)
- 1991.07.25 : Junai Kyou Jidai (純愛狂時代)
- 1991.11.28 : 246 HEART BREAKERS
- 1992.07.25 : Kanashii Onna ni Nacchau yo (悲しい女になっちゃうよ)
- 1992.11.28 : Mafuyu Datte Ii Janai (真冬だっていいじゃない)
- 1993.11.28 : Kizu Darake no Kiss (傷だらけのキス)
- 1994.03.25 : KISS ME
- 1994.11.30 : Patron (パトロン)

taeco
- 1997.04.16 : deep GRIND

### Albums
- 1991.02.25 : RHYTHM JAM
- 1991.08.25 : FLOWER GROOVE
- 1992.08.25 : Hatsubai Yoteibi (発売予定日)
- 1994.11.28 : Innocent Tune

Compilation
- 1992.11.28 : TASTE OF WEST